# Anthophora argyrospila
Anthophora argyrospila är en biart som beskrevs av Cockerell 1938. Anthophora argyrospila ingår i släktet pälsbin, och familjen långtungebin. Inga underarter finns listade i Catalogue of Life.